# Félix Goethals
Félix Goethals (Rinxent, 14 de enero de 1891 – Capinghem, 24 de septiembre de 1962) fue un ciclista francés que fue profesional entre 1914 y 1927. La Primera Guerra Mundial supuso un importante paréntesis en su vida profesional.
A lo largo de su carrera profesional consiguió 13 victorias, 7 de las cuales al Tour de Francia.

## Palmarés
- 1914
  - 1.º en el Circuito de Calais
- 1919
  - 1.º en el Circuito de Champagne
- 1920
  - Vencedor de una etapa al Tour de Francia
- 1921
  - 1.º en la París-Bourganeuf
  - Vencedor de 3 etapas al Tour de Francia
- 1923
  - Vencedor de 2 etapas al Tour de Francia
- 1924
  - 1.º en el Circuito del Paso de Calais
  - 1.º en el Circuito norteño de Francia
  - Vencedor de una etapa al Tour de Francia
- 1925
  - 1.º en la París-Calais

### Resultados al Tour de Francia
- 1919. Abandona (10.ª etapa)
- 1920. 9.º de la clasificación general. Vencedor de una etapa
- 1921. 10.º de la clasificación general. Vencedor de 3 etapas
- 1922. Abandona (6.ª etapa)
- 1923. 13.º de la clasificación general. Vencedor de 2 etapas
- 1924. 25.º de la clasificación general. Vencedor de una etapa